# 高橋祐馬
高橋 祐馬（たかはし ゆうま、1980年 - ）は、日本のアニメプロデューサー、アニメ宣伝プロデューサー。神奈川県鎌倉市出身。
株式会社アニプレックス 企画制作第1グループ企画制作部4課課長。

## 来歴
中学生の頃からアニメが好きであったという。TVアニメ『るろうに剣心 -明治剣客浪漫譚-』のファンであり、この作品を視聴した際にエンドロールにアニプレックスの前身の企業である「SME・ビジュアルワークス」という文字を見たことで、この企業に興味を持つ。
2003年、アニプレックスの採用試験を受けるも、大学を留年した影響で断念。その後、2004年に再び試験を受けて入社。アニプレックス入社後は、制作部門にてアシスタントプロデューサーを務める。
2006年2月、第2企画制作グループ宣伝部に異動。アシスタントとして宣伝業務を学んだ後、2007年より宣伝プロデューサーとしてアニプレックス作品の広報活動の多くに関わる。2011年までに宣伝部チーフに昇進している。
2017年4月、宣伝部から企画制作グループ企画制作部6課に異動。課長に就任したほか、プロデューサーとして作品に関わるようになる。
2019年2月19日からは企画制作第1グループ企画制作部4課に異動し、課長に就任した。

## 人物
入社当初は制作部のアシスタントプロデューサーとして、『R.O.D -THE TV-』や『焼きたて!!ジャぱん』の制作アシスタント、『シティーハンター』のコンプリートDVD-BOX『CITY HUNTER COMPLETE』の制作に関わり、各作品のプロデューサーの下で各所への業務連絡や素材の管理、DVDパッケージ制作などのアシスタント業務をこなしていた。しかし、高橋曰く、自身の力量不足で仕事が上手くいかないことが多かったという。
宣伝マンとして
2006年2月に第2企画制作グループ宣伝部に転属して以降、同宣伝部が担当する作品の宣伝・マーケティングを11年間担当してきた。担当作品はアニプレックスの子会社であるA-1 Pictures制作作品のほか、ufotableやシャフトが制作するアニプレックス作品を多く担当している。担当作品では、『TYPE-MOON× ufotable プロジェクト』や『〈物語〉シリーズ』『アイドルマスターシリーズ』など多くのヒット作やプロジェクトを担当した。そのため、アニプレックスの名物宣伝マンとして知られており、彼が宣伝を担当した作品のアニメファンからは『ゆま』『ユマス』という愛称で呼ばれることが多かった。
2006年2月に宣伝部に異動となりアシスタントとして宣伝業務を学んだ高橋は、2007年1月、宣伝プロデューサーとしてTVアニメ『ひだまりスケッチ』にて初めて一人で宣伝を担当することになる。しかし、同年2月に開催された主演声優陣と多数の一般参加者がいるイベントにて、当時高橋が使用していたノートパソコンのデスクトップ画面をアニプレックスとは無関係の作品である『BLACK LAGOON』の壁紙にしたまま会場のスクリーンに映し出してしまうミスをしてしまう。だが、このハプニングに会場やイベント後のネットの反応が盛り上がったことをきっかけにアニメ作品の楽しみ方の新たな側面を垣間見た高橋は「スタンダードな直球以外に変化球を投げるにはどうすればよいのか」を意識した宣伝戦略を打ち始める。また、「ひだまりスケッチ」では、第4期となる2012年に日本のアニメ業界では初となる通販番組「ひだまりスケッチ テレビショッピング」という企画を立ち上げ、番組MC。台本作成も担当する。企画のきっかけは本作の原作者である蒼樹うめと監督の新房昭之、キャラクターデザインの伊藤良明を含めた4人で座談会を開催した時に出た話題がきっかけとなり、高橋が企画した。高橋は関係各所や販売会社と密に連携を取り合い、実際に電話で注文できる体制を整えて、本物の通販番組と同様の体制で展開した。この取り組みはファンだけではなく業界内でも話題となった。
2007年12月、2作目の宣伝担当作品であり高橋自身としてもアニプレックスとしても初の劇場配給作品となった『劇場版 空の境界』シリーズでは伝奇物の作風から宣伝で遊びを入れることを控える戦略をとり、作風に合わせた戦略をとる方針を学ぶ。本作は当時では珍しい単館のみの上映方式であり、アニメスタジオufotableの初劇場作品ということもあり、来場者を多く呼び込むのが難しい方式であった。そこで高橋は通常のテレビアニメ作品と比べて宣伝の露出量を増やし、宣伝CMやポスターデザインを含め大作の雰囲気を持たせることに注力した。また、高橋ら製作委員会のメンバーは「同人小説版『空の境界』を同人誌即売会の会場で最初に買った6人が悲しむことのない、誇らしく思える空気作りをする。」ことを目指し、作品展開を「お祭り」と題して展開していった。本作は最終的に上映館を40館まで増やし、2009年8月時点で全7章の観客動員数は約26万2000人、興行収入は約3億円、DVD出荷枚数は約75万枚、BDBBOXはBDランキングで総合2位、アニメ部門では首位にランクインする成果を上げた。高橋はこの企画から発足した『TYPE-MOON × ufotable プロジェクト』の全てに関わる。
上記2作品で得た経験から、高橋は従来の業界内の宣伝手法としては異例な手法を多く取り入れるようになる。高橋は宣伝の仕事について「ファンがアニメ作品の情報を得られる様々な媒介を生み出す仕事」と語り、作品とファンの間に橋をかけることを大事にしていると語る。また、「宣伝をエンターテイメントに昇華させる」ことを目標に、宣伝も含め作品を楽しめる取り組みを多くしている。高橋は初の担当作品であった『ひだまりスケッチ』と『劇場版 空の境界』の2作品を人生の転機になった作品と語り、宣伝における育ての父親は『空の境界』、母親は『ひだまりスケッチ』だと感じていると語る。
ネット上の反応については自身の担当作品についてはあまり確認せず、自身と無関係の作品の反応を確認するようにしている。これは、現状で視聴者が求めているもの、楽しんでいるものを見つけて次の一手を打つため。高橋自身は宣伝にオリジナルのアイデアはもう存在しないと考えており、残されたアイデアの中から最適なものを試していくことを大切にしている。これを高橋は「カツカレー理論」と呼んでいる。
また、高橋は宣伝プロデューサーとして作品でトラブルが起きた際にファンに対して表舞台で謝罪をする立場にもあり、高橋個人が誹謗中傷を浴びることも少なくない。TVアニメ『化物語』の制作上で起きた納期トラブルによる配信延期の際には監督の新房昭之がブログ上で誹謗中傷を浴びる高橋をフォローする場面もあった。
アニメ『THE IDOLM@STER』及び『アイドルマスター シンデレラガールズ』では宣伝プロデューサーとして各種配信・イベントの司会進行を担当したほか、キャラクターたちが実際に様々な仕事を引き受ける「リアル765プロ企画」や「リアル346プロ企画」を企画した。
一時期、アニメ作品の宣伝において1作品のみで宣伝していくことに限界を感じた経験があり、その経緯からアニプレックスを含む12社の宣伝担当者が自社作品の情報を書き込む「アニメメーカー横断 宣伝マンブログ」を立ち上げた。
覇権アニメというワードの定着
高橋は各クールの放送期間で最も売れた新作アニメを指す「覇権アニメ」というワードを業界内に定着させた人物ともいわれている。「覇権」以外にも多くの類義語があったこのワードだが、2010年放送のテレビアニメ『俺の妹がこんなに可愛いわけがない』のネット番組配信中に高橋が使用した「覇権」というワードがきっかけとなり、次第に業界内で統一されていったといわれている。
アニメイベントの企画
高橋は大規模アニメイベントの企画にも参加しており、東京都議会で2010年12月に成立した東京都青少年の健全な育成に関する条例改正案に対抗する形で東京国際アニメフェア（TAF）を日本の主要な漫画出版社で構成される団体コミック10社会やアニプレックスを含めた大手レーベル8社がボイコットして開催されたイベント「アニメ コンテンツ エキスポ（ACE）」の総合プロデューサーに就任した。『週プレNEWS』によれば、高橋はボイコットについて「条例の問題以前に、他の出版社と歩みを共にするという意識が強かった」と話している（詳細は「アニメ コンテンツ エキスポ」を参照）。
高橋はACEに関して東京国際アニメフェアへの対抗意識はなく、結果として関係各所やファンに無用の混乱を与えたことに関して謝罪している。しかし、東日本大震災に伴いACEの開催が中止となった際、当時の東京都知事である石原慎太郎が中止になったことに対して「ざまあみろ」と発言したことに対しては「悲しみと共に憤りを感じた」と抗議している。
2014年からはTAFとACEの分立状態を解消するイベントとして両イベントを発展的に統合させた国内最大級のアニメイベント「AnimeJapan」が開催。高橋は第1回より総合プロデューサーを担当している。なお、このイベントより主催から東京都は外れ、民間による運営となっている。
上記イベント以外にも、徳島県にて開催されるアニメイベント・マチ★アソビなど、様々なアニメイベントに携わっている。
プロデューサーとして
2017年4月、宣伝部から企画制作グループ企画制作部6課に転属。課長に就任したほか、プロデューサーとして作品に関わるようになる。プロデューサーに転向したきっかけは同年10月より公開された劇場版『Fate/stay night [Heaven's Feel]』の第一章。高橋は『Fate/Zero』、『Fate/stay night [Unlimited Blade Works]』など、アニメスタジオ・ufotableが『TYPE-MOON× ufotable プロジェクト』の企画の一環として制作する『Fate』シリーズの宣伝プロデューサーを長年担当してきた。そのため、作品への思い入れが強く、さらに深い関わり方をしていきたいと感じた高橋は、自ら制作部門への移動を志願した。また、『空の境界』をきっかけに繋がりのできた声優の鈴村健一からの依頼で彼が総合プロデューサーを務める舞台『AD-LIVE』にプロデューサーとして関わっていたことも理由にあった。
高橋は自身のプロデュース能力について、宣伝で培ったマーケティングの観点が活かされていると話している。宣伝の仕事を通して学んだ「視聴者の視点」やマーケティング的な観点を大切にして脚本会議などでも意見を出している。また、高橋自身が宣伝経験が長いこともあり、プロデューサーとなったあとも宣伝のアイデア出しは行っている。また、宣伝マン出身であるため宣伝費を使いがちになるとも語っている。
2018年7月に放送された『はたらく細胞』ではプロデューサーとしてアニメ化企画を自ら立ち上げた。2015年頃に原作を読んだ高橋は当時、宣伝担当であり、企画書もない状態であったが、講談社に連絡を取り「この作品はとても面白いです」と企画を持ち込む。その時、偶然にもアニメスタジオのデイヴィッドプロダクションもメーカーを一切通さずに講談社に同作の企画を持ち込んでおり企画が実現することになった。本作では宣伝プロデューサー時代の経験も活かし、先行上映会にて献血ルームで献血したら第1話が見られるという施策を企画した。
アニメスタジオ・ufotableと「鬼滅の刃」
高橋は宣伝プロデューサーとしてデビューした2007年に初めて担当した劇場作品『劇場版 空の境界』と本作を基盤として発足した『TYPE-MOON× ufotable プロジェクト』を中心に、2017年にプロデューサーとして転向するまでの10年間をアニプレックスが企画・配給・販売するufotable元請制作作品の宣伝を担当してきた。高橋は個人としてもufotableの社員たちとufotableが運営するカフェを中心に共同でアニメイベントを開催したり、高橋自身が執筆、ufotableがイラストを担当した同人小説「ユウキノアニメ」をイベントで配布するなど、ufotableの所属スタッフたちとも企業を超えて親しい関係となる。高橋はufotableの現在のアニメ制作で主流である「省略する絵作り」を行わない姿勢や映像面の全工程を社内制作する制作理念を高く評価した。2017年4月にはufotableの制作する劇場アニメ『Fate/stay night [Heaven's Feel]』に深い立場から関わるため、プロデューサーに転向している。
2016年、高橋は集英社・週刊少年ジャンプに連載されていた漫画『鬼滅の刃』のアニメーション化企画を提案し、集英社に提出する。当時、まだ宣伝プロデューサーであった高橋は、本作のジャンプ作品らしい友情・努力・勝利という不変のテーマと、単なる勧善懲悪ではない人間ドラマに魅力を感じたという。その後、2017年4月にプロデューサーへと転身。同時期に『鬼滅の刃』のプロデューサーにも就任し、本格的に企画を動かしていく。その際、アニメーション制作スタジオに高橋は制作体制や所属スタッフ、制作理念を知り尽くしているufotableを選んだ。高橋は制作の全てをufotableに託し、自身は企画・宣伝のみに注力する形でアニメ化に挑む。
本作は国内外で高い評価を得ており、2019年12月4日に発表されたポータルサイト「Yahoo! JAPAN」にて検索数が前年に比べ最も上昇した人物・作品・製品などを表彰するアワード『Yahoo!検索大賞』にてカルチャーカテゴリーでアニメ部門賞を受賞したほか、2020年2月6日発表の東京アニメアワード2020では「作品賞 テレビ部門」「個人賞 原作・脚本部門」「個人賞 アニメーター部門」を受賞。同年2月16日、5,000万人のユーザーと200万人の有料会員を抱える米国の世界最大アニメ配信プラットフォーム「クランチロール」が主催し、ファン投票にて受賞作品を決める『Crunchyrollアニメアワード2020』では最優秀作品賞にあたる「Anime of the Year」のほか「最優秀ファイトシーン賞」など全18部門中3部門を制覇。2020年の最多受賞作品となる。高橋は本アニメ作品の代表として各授賞式に登壇し、トロフィー等を受け取った。
サブカルチャー専門のライター・河村鳴紘は本作のヒットについてアニメ・マンガ業界の関係者に調査をした際に、高橋の名前が挙がり、宣伝担当として多くの作品のヒットに関わった経験や着眼点を評価し、「切れ者」の高く評価されていることを挙げている。

## 作品一覧

### テレビアニメ
2006年
- 天保異聞 妖奇士（2006年 - 2007年） - 宣伝

2007年
- ひだまりスケッチ - 宣伝

2008年
- セキレイ - マーケティングディレクター
- ひだまりスケッチ×365 - 宣伝
- かんなぎ - 宣伝プロデューサー

2009年
- 化物語 - 宣伝プロデューサー

2010年
- 刀語 - 宣伝プロデューサー
- ひだまりスケッチ×☆☆☆ - 宣伝
- Angel Beats! - 宣伝プロデューサー
- 俺の妹がこんなに可愛いわけがない - 宣伝プロデューサー

2011年
- みつどもえ 増量中! - 宣伝プロデューサー
- THE IDOLM@STER - 宣伝プロデューサー
- Fate/Zero（2011年 - 2012年） - 宣伝プロデューサー

2012年
- DOG DAYS' - 宣伝プロデューサー
- 偽物語 - 宣伝プロデューサー
- ひだまりスケッチ×ハニカム - 宣伝プロデューサー
- 猫物語（黒） - 宣伝プロデューサー

2013年
- 俺の彼女と幼なじみが修羅場すぎる - マーケティングディレクター
- 俺の妹がこんなに可愛いわけがない。 - 宣伝プロデューサー
- 〈物語〉シリーズ セカンドシーズン（2013年 - 2014年） - 宣伝プロデューサー

2014年
- 蟲師 特別篇『日蝕む翳』 - 宣伝プロデューサー
- 憑物語 - 宣伝プロデューサー
- 蟲師 続章 - 宣伝プロデューサー
- Persona4 the Golden ANIMATION - 宣伝
- 花物語 - 宣伝プロデューサー
- Fate/stay night [Unlimited Blade Works]（2014年 - 2015年） - 宣伝プロデューサー

2015年
- アイドルマスター シンデレラガールズ - 宣伝プロデューサー
- Charlotte - 宣伝プロデューサー
- 終物語 - 宣伝プロデューサー

2016年
- クオリディア・コード - プロデューサー
- Fate Project 大晦日TVスペシャル First & Next Order 『ぐだぐだオーダー』 - 宣伝

2017年
- 終物語 - 宣伝プロデューサー
- 正解するカド - 番組宣伝、CM実写パート監督
- エロマンガ先生 - 宣伝プロデューサー
- Re:CREATORS - 宣伝協力

2018年
- はたらく細胞 - プロデューサー

2019年
- 鬼滅の刃 - プロデューサー

2021年
- はたらく細胞!! - プロデューサー
- 鬼滅の刃 無限列車編 - プロデューサー
- 鬼滅の刃 遊郭編（2021年 - 2022年） - プロデューサー

2023年
- 鬼滅の刃 刀鍛冶の里編 - プロデューサー

2024年
- 鬼滅の刃 柱稽古編 - プロデューサー

2025年
- 真・侍伝 YAIBA - プロデューサー

### 劇場アニメ
2007年
- 劇場版 空の境界 第一章 俯瞰風景 - 宣伝
- 劇場版 空の境界 第二章 殺人考察（前） - 宣伝

2008年
- 劇場版 空の境界 第三章 痛覚残留 - 宣伝
- 劇場版 空の境界 第四章 伽藍の洞 - 宣伝プロデューサー
- 劇場版 空の境界 第五章 矛盾螺旋 - 宣伝プロデューサー
- 劇場版 空の境界 第六章 忘却録音 - 宣伝プロデューサー

2009年
- 劇場版 空の境界 第七章 殺人考察（後） - 宣伝プロデューサー

2010年
- 劇場版 空の境界 終章 - 宣伝プロデューサー

2013年
- 劇場版 空の境界 未来福音 - 宣伝プロデューサー
  - 空の境界 未来福音 extra chorus - 宣伝プロデューサー

2014年
- THE IDOLM@STER MOVIE 輝きの向こう側へ! - 宣伝プロデューサー
- PERSONA3 THE MOVIE #2 Midsummer Knight's Dream - 宣伝協力

2017年
- 劇場版 ソードアート・オンライン -オーディナル・スケール- - 製作委員会参加
- 劇場版 Fate/stay night [Heaven's Feel] I. presage flower - アソシエイトプロデューサー

2018年
- 君の膵臓をたべたい - プロデューサー

2019年
- 劇場版 Fate/stay night [Heaven's Feel] II. lost butterfly - アソシエイトプロデューサー

2020年
- 劇場版 Fate/stay night [Heaven's Feel] Ⅲ. spring song - アソシエイトプロデューサー
- 劇場版 鬼滅の刃 無限列車編 - プロデューサー

### OVA
- 天保異聞 妖奇士 奇士神曲（2007年） - 宣伝
- みのりスクランブル!（2012年） - 宣伝プロデューサー
- ギョ（2012年） - 宣伝プロデューサー
- アラタなるセカイ-未来編-（2012年） - 宣伝プロデューサー
- ひだまりスケッチ 沙英・ヒロ 卒業編 （2013年） - プロデューサー

### 舞台
- AD-LIVE（2017年） - プロデューサー

### 同人作品
- ユウキノアニメ（2011年） - 著：高橋ゆま、イラスト：ufotable